# Ског, Эмиль
Эмиль Альберт Ског (фин. Emil Skog; 30 июня 1897, Вантаа, Великое княжество Финляндское, Российская империя — 20 сентября 1981, Хельсинки) — финский политический и государственный деятель. Председатель Социал-демократической партии Финляндии (1946—1957). Министр обороны Финляндии (1948—1950, 1951—1953 и 1954—1957).

## Биография
В молодости работал слесарем, присоединился к профсоюзному движению, где быстро поднялся до ответственных должностей.
Участник Гражданской войны в Финляндии в 1918 году. Сражался артиллеристом на стороне «красных». Принимал участие в сражении за Тампере, после победы «белых» и пленения, находился в концлагере Калеванкангас.
Политик левого толка. После Второй мировой войны Ског сосредоточился на политике.
С 1946 по 1957 год Ског был председателем Социал-демократической партии Финляндии. В 1950-е годы был одним из главных действующих лиц серьезной внутрипартийной борьбы за власть, которая в конечном итоге привела к расколу партии.
С 1946 по 1964 год работал инспектором почтово-телеграфной службы.
Занимал пост министра обороны Финляндии с 29 июля 1948 по 17 марта 1950 г., с 17 января 1951 по 9 июля 1953 г. и с 5 мая 1954 по 27 мая 1957 года.
В сентябре 1955 года Ског вместе с президентом Паасикиви и премьер-министром Урхо Кекконеном отправился в СССР, чтобы обсудить скорейшее продление Договора о дружбе 1948 года с Советским Союзом и возможные новые условия, касающиеся территорий, уступленных СССР после войны. Президент уполномочил Кекконена и Скога вести эти переговоры. Основная ответственность лежала на Кекконене, который в преддверии визита фактически наметил переговорную тактику с Паасикиви, что вызвало раздражение у Скога и социал-демократов. Переговоры в конечном итоге привели к продлению договора о дружбе на 20 лет и возвращению полуострова Порккала, на котором Советский Союз после войны построил военную базу.
С 1959 по 1964 год возглавлял Социал-демократический союз рабочих и мелких земледельцев Финляндии — отколовшуюся левую фракцию Социал-демократической партии Финляндии. Союз был представлен в парламенте в 1959—1970 годах, однако его влияние пошло на спад и он была распущен: большая часть её членов и Ског в том числе вернулись в ряды социал-демократов. Снова ненадолго стал членом исполнительного комитета партии. В 1975 году стал почётным членом Социал-демократической партии Финляндии.
В преддверии президентских выборов в Финляндии 1962 года был сформирован межпартийный союз противников президента Кекконена, кандидатом от которого выступил бывший министр юстиции Олави Хонка. Социал-демократический союз рабочих и мелких земледельцев поддерживал внешнюю политику Кекконена, но тем не менее выдвинул Скога собственным кандидатом. Ског серьезно отнесся к своей кандидатуре и поверил в свои шансы на победу, тем более что считалось, что кандидат от союза мог также рассчитывать на голоса выборщиков коммунистического Демократического союза финского народа. Предвыборная кампания Скога привлекла большое внимание, в том числе благодаря активной поддержке певца Тапио Раутаваара.
Однако выборы стали для Скога горьким разочарованием. Осенью 1961 года финскую общественность потряс «Нотный кризис», в результате которого Хонка снял свою кандидатуру, а Кекконен укрепил свои позиции как гарант безопасности Финляндии. В то время как последний был переизбран подавляющим большинством голосов, Ског получил всего 3,0 % голосов и всего двоих из 300 выборщиков.